# The Collection 2CD (Bonnie Tyer-album)
A The Collection Bonnie Tyler dupla lemezes válogatásalbuma, amely 2013. november 4-én jelent meg az Egyesült Királyságban a BBC és a Demon Music Group egyik alkiadója, a Music Club Deluxe gondozásában, díszdobozban.
A lemezre az énekesnő ’80-as években megjelent dalai kerültek fel, az ismert slágerek mellett többek között a Metropolis című film betétdala, a Here She Comes, illetve a Shakin' Stevensszel közös duett, a A Rockin’ Good Way, továbbá olyan dalok, amelyek korábban az énekesnő nagylemezeire nem kerültek fel, csak a bakelit kislemezek B oldalain voltak hallhatóak, és amelyeket ő maga és testvére, Paul Hopkins írt.

## Dalok
| #    | Dalcím                                                | Zeneszerző                   | Hossz |      |      |
| CD 1 | CD 1                                                  | CD 1                         | CD 1  | CD 1 | CD 1 |
| ---- | ----------------------------------------------------- | ---------------------------- | ----- | ---- | ---- |
| 1    | Total Eclipse of the Heart                            | Jim Steinman                 | 7:02  |      |      |
| 2    | Holding Out for a Hero                                | Jim Steinman                 | 5:50  |      |      |
| 3    | Faster than the Speed of Night                        | Jim Steinman                 | 6:45  |      |      |
| 4    | Take Me Back                                          | Billy Cross                  | 5:15  |      |      |
| 5    | Loving You’s a Dirty Job (But Somebody’s Gotta Do It) | Jim Steinman                 | 7:47  |      |      |
| 6    | Have You Ever Seen the Rain?                          | John Fogerty                 | 4:06  |      |      |
| 7    | Straight from the Heart                               | Bryan Adams                  | 3:42  |      |      |
| 8    | If You Were a Woman                                   | Desmond Child                | 5:15  |      |      |
| 9    | Here She Comes                                        | Giorgio Moroder              | 3:35  |      |      |
| 10   | Rebel Without a Clue                                  | Jim Steinman                 | 8:40  |      |      |
| 11   | Time                                                  | Bonnie Tyler, Paul Hopkins   | 3:46  |      |      |
| 12   | Get Out of My Head                                    | R. Scott, S. Wolfe           | 4:17  |      |      |
| 13   | Gonna Get Better                                      | B. Tyler, P. Hopkins         | 3:53  |      |      |
| 14   | Goodbye to the Island                                 | R. Scott, S. Wolfe           | 3:55  |      |      |
| CD 2 |                                                       |                              |       |      |      |
| 1    | A Rockin’ Good Way Feat. Shakin' Stevens              | Benton, Otis, Dejesus        | 2:55  |      |      |
| 2    | Band of Gold                                          | E.dith Wayne                 | 5:25  |      |      |
| 3    | Hide Your Heart                                       | Desmond Child                | 4:25  |      |      |
| 4    | The Best                                              | Holly Knight, Mike Chapman   | 4:20  |      |      |
| 5    | Getting so Excited                                    | Alan Gruner                  | 3:25  |      |      |
| 6    | No Way to Treat a Lady                                | Bryan Adams                  | 5:25  |      |      |
| 7    | Save Up All Your Tears                                | Desmond Child, Dianne Warren | 4:10  |      |      |
| 8    | Goin' Throgh the Motion                               | Ian Hunter                   | 4:05  |      |      |
| 9    | Before this Night is Through                          | B. Cantarelli                | 5:21  |      |      |
| 10   | I'm Not Foolin'                                       | Bonnie Tyler, Paul Hopkins   | 3:55  |      |      |
| 11   | I Do it for You                                       | Bonnie Tyler, Paul Hopkins   | 3:55  |      |      |
| 12   | It"s Not Enough                                       | Bonnie Tyler, Paul Hopkins   | 3:55  |      |      |
| 13   | Turtle Blues                                          | Janis Joplin                 | 4:11  |      |      |
| 14   | Under Suspicion                                       | Bonnie Tyler, Paul Hopkins   | 4:16  |      |      |
| 15   | Notes from America                                    | Desmond Child                | 4:55  |      |      |